# Carl Muth

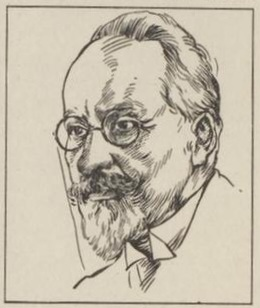
Carl Muth

Carl Borromäus Johann Baptist Muth (* 31. Januar 1867 in Worms; † 15. November 1944 in Bad Reichenhall) war ein deutscher Publizist. Er zählt zu Vertretern des katholischen Existentialismus.

## Leben
Carl Muth stammte aus einer Handwerkerfamilie. Als er 13 Jahre alt war, starb seine Mutter an Tuberkulose. 1881 fand er Aufnahme im Missionshaus Steyl in Holland. Nach drei Jahren führte ihn sein Weg nach Algier, wo er Kardinal Charles Martial Lavigerie, den Gründer der Weißen Väter, kennenlernte. Zeitlebens fühlte sich Muth dieser weltoffenen, französischen Geistigkeit verbunden. In Gießen holte er sein deutsches Abitur nach. Er studierte in Gießen Staatswissenschaften, später hörte er an der Friedrich-Wilhelms-Universität in Berlin Vorlesungen über Volkswirtschaft und Germanistik.
Während eines Aufenthalts in Paris 1892/1893 und in Rom 1893 betrieb er kunstgeschichtliche Studien, dabei befasste er sich auch mit aktuellen sozialen Fragen. Durch Vermittlung von Alphonse Kannengieser wurde er Redakteur der Straßburger Tageszeitung Der Elsässer. Von 1895 bis 1902 wirkte Carl Muth als Chefredakteur der im Schweizer Verlag Benzinger erscheinenden Monatsschrift „Alte und Neue Welt, Illustriertes Katholisches Familienblatt“. Als Beitrag zur Debatte über die Inferiorität der deutschen Katholiken verfasste er seine kritische Schrift „Steht die katholische Belletristik auf der Höhe der Zeit?“ (Mainz 1898). Er rief dazu auf, eine katholische Unterhaltungsliteratur zu schaffen und die moralisierende „Engherzigkeit“ zu überwinden.
Im Oktober 1903 gründete Carl Muth die Monatsschrift Hochland, die zum Dialogforum zwischen katholischen Akademikern und kirchenkritischen Intellektuellen wurde. Auf diese Weise versuchte er die katholische Literatur aus kirchlicher und bürgerlicher Verengung herauszuführen. Muth pflegte Kontakte mit einem politisch breiten Spektrum. Er war sowohl mit dem nationalkonservativen Historiker Martin Spahn eng verbunden als auch mit dem Biophysiker und Herzensrepublikaner Friedrich Dessauer befreundet, tendierte politisch Anfang der 1920er Jahre aber noch zu Spahn. 1920 wechselte Dessauers Privatsekretär Friedrich Fuchs zu Muth nach München und wurde sein engster Mitarbeiter beim Hochland.
Im Jahre 1927 erschien für den 60-jährigen Carl Muth die Festschrift „Wiederbegegnung von Kirche und Kultur in Deutschland“, die einen anschaulichen Einblick in die damalige geistige Lage vermittelt. Die literarische Lebensarbeit Muths war der „Wiedergeburt der Dichtung aus dem religiösen Erlebnis“ gewidmet. 1933 übergab Muth die Schriftleitung des Hochlands an seinen langjährigen Mitarbeiter und designierten Nachfolger Friedrich Fuchs, überwarf sich aber kurz darauf mit ihm, verdrängte ihn 1935 aus der Redaktion und übernahm die Schriftleitung wieder selbst.
Im Dezember 1933 trat Muth als Zeuge der Verteidigung in dem gegen den langjährigen Reichstagsabgeordneten Friedrich Dessauer und den Geschäftsführer der Rhein-Mainischen Volkszeitung Josef Knecht geführten, politisch motivierten „Kleinen Volksvereinsprozess“ auf und bescheinigte Dessauer unbedingte Vertrauenswürdigkeit.
Als der Widerstandskämpfer Hans Scholl, Gründer der Widerstandsgruppe Weiße Rose, durch Vermittlung seines Freundes Otl Aicher (1922–1991) den Gelehrten Carl Muth im August 1941 kennenlernte, gab es das Hochland nicht mehr, denn diese Monatsschrift war im Juni 1941 von der Reichspressekammer verboten worden. Ab Dezember 1933 stand die Zeitschrift unter Zensur, und seit dieser Zeit bis zum Verbot im Juni 1941 wurde im Hochland der Name „Adolf Hitler“ nicht mehr erwähnt.
Als Carl Muth sah, wie belesen sein junger Freund war, bat er ihn, seine umfangreiche Privatbibliothek zu ordnen. In diesem geistig anregenden Umfeld ergaben sich Gespräche über die Verflechtung von christlichem Glauben und politischem Handeln. Die Bedeutung von Muth für Scholl liegt auch darin, dass er durch ihn Menschen kennenlernte, die sein politisches Denken und religiöses Empfinden anregten und auch prägten.
Nachdem Hans und Sophie Scholl am 18. Februar in München sowie Christoph Probst am 19. Februar 1943 in Innsbruck verhaftet worden waren, führte die Gestapo auch bei Muth eine Hausdurchsuchung durch. Nach dem 22. Februar 1943 sprach Carl Muth von seinen ermordeten Freunden mit der Trauer eines seiner Kinder beraubten Vaters.
Ein Jahr später starb Muth nach schwerer Krankheit.

## Wirkung und Würdigung
„Die bewahrende Kraft in ihm war aufs engste mit der Offenheit für alles Neue, alles die Zeit Bewegende verbunden.“ (Werner Bergengruen) Seine bleibenden Verdienste sind sein Kampf um die Öffnung des katholischen Milieus sowie seine väterliche Freundschaft zu Hans und Sophie Scholl. Winfried Becker würdigt Muth im Biographisch-Bibliographischen Kirchenlexikon als einen „reichen, kritischen und offenen, wohl mehr rezeptiven als schöpferischen Geist“. Muth war Anreger und seine Zeitschrift Hochland war Vorbild für den Verleger Karl Borromäus Glock.

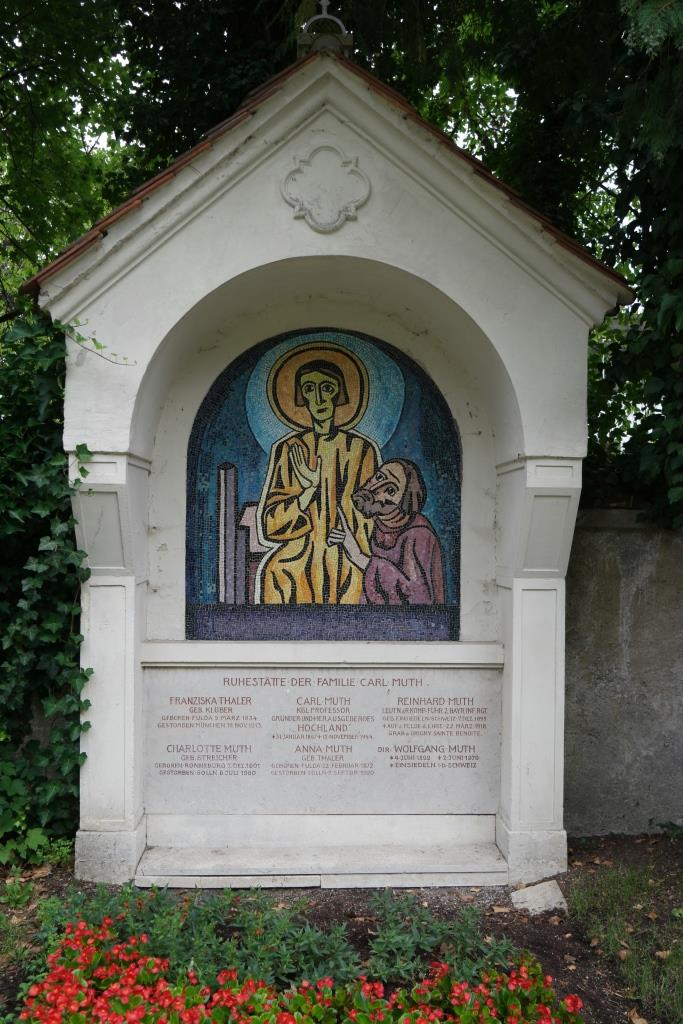
Grab von Carl Muth auf dem Friedhof München-Solln

Carl-Muth-Straßen gibt es in seinem Geburtsort Worms und in Köln-Neubrück. In seinem Wohnort München-Solln ist seit 1949 die Muthstraße nach ihm benannt. Auf dem Friedhof Solln befindet sich auch Muths Grabstätte.